# Kevinho
Kevin Kawan de Azevedo (Campinas, 15 de septiembre de 1998), más conocido por su nombre artístico Kevinho , es un cantante y compositor brasileño del funk paulista .

## Carrera profesional

### 2012-2017: Inicios de carrera y "Olha a Explosão"

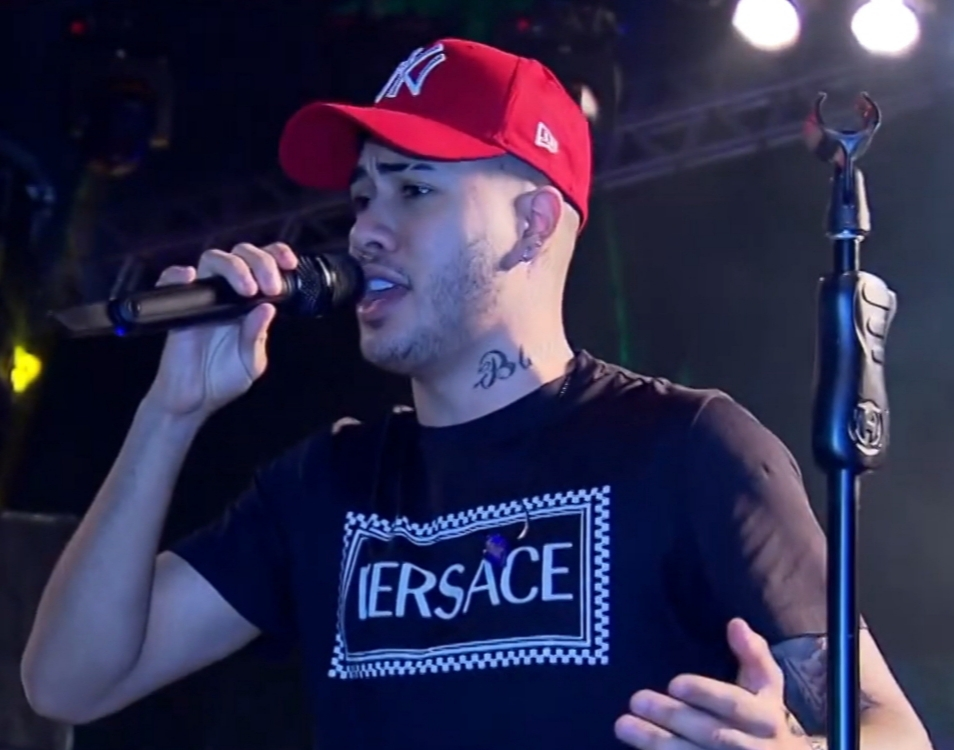
Kevinho en 2019

Kevinho inició su carrera en 2012, promocionando sus canciones en internet, destacándose con la canción "Tá Bombando É" . Al principio, Kevinho era miembro de KL Producer y apareció como participante invitado en varios clips publicados por otros artistas de la productora. En 2016 se convirtió en miembro de la productora KondZilla Records y en mayo lanzó su primer sencillo exitoso, "Elas Gostam" , con la participación de MC Davi. En septiembre lanzó el sencillo "Tumbalutum", canción que hizo que el artista fuera invitado a participar en varios programas de televisión. En marzo de 2017, se lanzó el sencillo "Turutum" . En diciembre, se lanzó el sencillo "Olha a Explosão" .La canción se convirtió en su principal éxito, convirtiéndose en un éxito, estando durante mucho tiempo entre las más tocadas en el país y en el carnaval de 2017, haciendo que el cantante se dé a conocer a nivel nacional.  La canción también entró en las listas de éxitos de América Latina , ganando un remix internacional en sociedad con los raperos estadounidenses French Montanna , Chainz y Nacho.  La canción también ganó una versión en forró con la participación del cantante Wesley Safadão .
En marzo de 2017, lanzó el sencillo "O Grave Bater". En junio, se lanzó el sencillo "Tô Apaixonado Nessa Mina".  En julio, lanzó el sencillo "Encaixa" en sociedad con el cantante Léo Santana .  En noviembre, con la participación del dúo country Matheus & Kauan, se lanzó el sencillo "Deixa Ela Beijar".  En diciembre, se lanzó el sencillo "Rabiola".  

### 2018-presente: singles posteriores
En enero de 2018, lanzó el sencillo "Ta Tum Tum" en asociación con el dúo country Simone & Simaria .  En mayo, lanzó el sencillo "Papum" , un éxito de la Copa del Mundo .  En septiembre, se lanzó el sencillo "O Bebê" con la participación de MC Kekel .  En diciembre, firmó con Warner Music y lanzó el sencillo "Agora É Tudo Meu" en sociedad con Dennis DJ .  En marzo, lanzó el sencillo "Facilita" . En abril, se lanzó el sencillo "Salvou Meu Dia" en sociedad con el cantante Gusttavo Lima .  En junio, lanzó el sencillo "Uma Nora Pra Cada Dia".  Con estas tres últimas canciones lanzadas clasificadas en el Top 200 en Spotify .  En agosto, lanzó el sencillo "Credo que Delícia".

## Premios y nominaciones
| Año  | Premio                                | Categoria                    | Recomendación                                      | Resultado | Ref.   |
| ---- | ------------------------------------- | ---------------------------- | -------------------------------------------------- | --------- | ------ |
| 2017 | Prêmio Multishow de Música Brasileira | Mejor clip de TVZ            | "Tô Apaixonado Nessa Mina"                         | Nominado  | [ 19 ] |
| 2018 | Prêmio Contigoǃ Online                | Melhor Cantor                | Kevinho                                            | Nominado  |        |
| 2018 | Prêmio Contigoǃ Online                | Melhor Música                | "Amor Falso" (con Wesley Safadão e Aldair Playboy) | Ganado    | [ 20 ] |
| 2018 | MTV Millennial Awards Brasil          | Artista Musical              | Kevinho                                            | Nominado  | [ 21 ] |
| 2018 | MTV Millennial Awards Brasil          | Hit do Ano                   | "Rabiola"                                          | Nominado  | [ 21 ] |
| 2018 | MTV Millennial Awards Brasil          | Ícone MIAW                   | Kevinho                                            | Nominado  | [ 21 ] |
| 2018 | MTV Millennial Awards Brasil          | Feat do Ano                  | "Ta Tum Tum" (con Simone & Simaria)                | Nominado  | [ 21 ] |
| 2018 | Prêmio Jovem Brasileiro               | Melhor Cantor (Voto Popular) | Kevinho                                            | Nominado  | [ 22 ] |
| 2018 | Prêmio Jovem Brasileiro               | Melhor Cantor (Voto Técnico) | Kevinho                                            | Ganado    | [ 22 ] |
| 2018 | Meus Prêmios Nick                     | Artista Musical Favorito     | Kevinho                                            | Nominado  | [ 23 ] |
| 2018 | Meus Prêmios Nick                     | Gato Trendy                  | Kevinho                                            | Nominado  | [ 23 ] |
| 2018 | Prêmio Multishow de Música Brasileira | Melhor Cantor                | Kevinho                                            | Nominado  | [ 24 ] |
| 2018 | Prêmio Multishow de Música Brasileira | Música Chiclete              | "Rabiola"                                          | Nominado  | [ 24 ] |
| 2018 | Prêmio Multishow de Música Brasileira | Melhor Clipe TVZ             | "Ta Tum Tum" (con Simone & Simaria)                | Nominado  | [ 24 ] |
| 2019 | MTV Millennial Awards Brasil          | Artista Musical              | Kevinho                                            | Nominado  | [ 25 ] |
| 2019 | MTV Millennial Awards Brasil          | Hit do Ano                   | "O Bebê" (con MC Kekel)                            | Nominado  | [ 25 ] |
| 2019 | MTV Millennial Awards Brasil          | Feat do Ano                  | "O Bebê" (con MC Kekel)                            | Nominado  | [ 25 ] |
| 2019 | Prêmio Jovem Brasileiro               | Melhor Cantor                | Kevinho                                            | Nominado  | [ 26 ] |
| 2019 | Prêmio Jovem Brasileiro               | Hit do Ano                   | "Agora É Tudo Meu" (con Dennis DJ)                 | Nominado  | [ 26 ] |
| 2019 | Prêmio Jovem Brasileiro               | Hit do Ano                   | "Terremoto" (con Anitta)                           | Nominado  | [ 26 ] |
| 2019 | Meus Prêmios Nick                     | Hit Nacional Favorito        | "Facilita"                                         | Ganado    | [ 27 ] |
| 2019 | Prêmio Multishow de Música Brasileira | Melhor Clipe TVZ             | "Terremoto" (con Anitta)                           | Ganado    | [ 28 ] |
| 2020 | Prêmio Jovem Brasileiro               | Melhor Cantor                | Kevinho                                            | Pendiente |        |